# Fenazina
La fenazina è un composto eterociclico con formula C6H4N2C6H4. Cristallizza in aghi gialli scarsamente solubili in alcol.
Viene sciolta dall'acido solforico formando una soluzione colore rosso intenso. È una dibenzodiazina preparata per ossidazione della diidrossifenazina.
La fenazina è il componente principale per la preparazione dei coloranti azinici.